# Ben Lomond
Pour les articles homonymes, voir Ben Lomond (homonymie).
Le Ben Lomond (Beinn Laomainn en gaélique écossais) est une montagne écossaise de 974 mètres d'altitude, située dans les Highlands, à l'est du Loch Lomond. Il s'agit du munro situé le plus au sud. Il est ainsi très accessible depuis Glasgow.
La West Highland Way longe sa base occidentale, du côté du loch.
Le Ben Lomond est la propriété du National Trust for Scotland.